# Gila modesta
La carpa de Saltillo (Gila modesta) es una especie de pez dulceacuícola endémico del estado de Coahuila, México.

## Clasificación y descripción
Es un pez de la familia Cyprinidae del orden Cypriniformes. Es un pez de cuerpo delgado y moderadamente robusto, comprimido y curveado regularmente desde la cabeza hasta la dorsal. Presenta una coloración corporal café o gris y costados oscuros con dos bandas laterales bien definidas. Durante la temporada reproductiva los machos presentan una acentuada coloración rojiza en la base de las aletas pectorales, pélvicas y anal, al igual que en la parte inferior de las mejillas. Este pez alcanza una talla máxima de 102 mm de longitud patrón.

## Distribución
Esta especie es endémica de México. Se conoce en algunos sitios en las cabeceras de la cuenca del río Salinas: cuenca del río San Juan, cañón del Chorro, La Hoya del Refugio cerca de Saltillo, Coahuila.

## Ambiente
La carpa de Saltillo es una especie que habita en estanques de agua clara y fresca alimentados por manantiales, con corriente moderada y fondos de lodo y arcilla.  Prefiere áreas con vegetación riparia (sauces, jarilla y berro), vegetación acuática (Chara, Spirogyra) y algas verdes.

## Estado de conservación
En el año 2000 se estimó que la población de la especie estaba conformada por 3000-4000 organismos. Sin embargo, la zona en la que habita presenta una alta incidencia de accidentes vehiculares que contaminan su hábitat, siendo uno de los más significativos un derrame de aceite de petróleo en el año 2012 que provocó la muerte de al menos 450 peces. Este pez se encuentra enlistado en la Norma Oficial Mexicana 059 (NOM-059-SEMARNAT-2010) como especie En Peligro de Extinción (P) y a su vez en la Lista Roja de la Unión Internacional para la Conservación de la Naturaleza (UICN) como especie en Peligro Crítico.